# Сергеевка (Курманаевский район)
Сергеевка — село в Курманаевском районе Оренбургской области России. Входит в состав Покровского сельсовета.

## География
Село находится в западной части Оренбургской области, в пределах Восточно-Европейской равнины, в степной зоне, на расстоянии примерно 45 километров (по прямой) к юго-западу от села Курманаевки, административного центра района. Абсолютная высота — 215 метров над уровнем моря.
Климат
Климат характеризуется как резко континентальный, засушливый, с морозной зимой и жарким летом. Среднегодовая температура составляет 3,5 °C. Средняя температура воздуха самого тёплого месяца (июля) — 21 — 21,5 °C (абсолютный максимум — 38 °C); самого холодного (января) — −14,5 °C (абсолютный минимум — −42 °C). Среднегодовое количество атмосферных осадков составляет 300—400 мм..

## Население
| 2010 | 2012 | 2013 |
| ---- | ---- | ---- |
| 153  | ↘129 | ↘124 |

Гендерный состав
По данным Всероссийской переписи населения 2010 года в гендерной структуре населения мужчины составляли 42,5 %, женщины — соответственно 57,5 %.
Национальный состав
Согласно результатам переписи 2002 года, в национальной структуре населения русские составляли 94 % из 298 чел.